# Frozen Ever After
Frozen Ever After est un parcours scénique du parc à thème Epcot du Walt Disney World Resort. L'attraction a ouvert le 21 juin 2016,. L'attraction a été construite dans le pavillon de la Norvège de la section World Showcase du parc, en remplacement de l'attraction Maelstrom. L'attraction met en vedette des scènes inspirées par le film d'animation La Reine des neiges.
L'attraction est également présente sous le nom d'Anna and Elsa's Frozen Journey, à Hong Kong Disneyland depuis le 20 novembre 2023, dans le land Arendelle: World of Frozen. Il s'agit d'une version relativement similaire à celle de Epcot.
L'attraction ouvrira également dans une version identique en 2026 à Disneyland Paris dans le cadre de l'extension historique du parc Walt Disney Studios.

## Concept
Le 12 septembre 2014, les responsables de Walt Disney World Resort annoncent la fermeture de l'attraction Maelstrom,, et son remplacement par une attraction basée sur le film La Reine des neiges. Le 14 janvier 2015, le permis de construire déposé par Disney révèle de nouveaux détails sur l'attraction La Reine des neiges comme un espace de rencontre avec Elsa et Anna derrière la stavkirke,. Maelstrom ferme définitivement le 5 octobre 2014 et les travaux de construction la nouvelle attraction commencent peu de temps après.
Selon Tom Staggs, directeur général des Opérations chez Disney, l'idée d'une attraction inspirée de La Reine des neiges a été discuté avant la sortie du film, mais ont été accélérées après le succès mondial du film.
En juin 2015, Disney publie les premiers détails sur la nouvelle attraction, et révèle à l'occasion son nom officiel, Frozen Ever After. L'attraction, supervisée par la directrice artistique Kathy Mangum, va utiliser le même système de transport que celui utilisé auparavant pour Maelstrom. Les audio-animatronics prévus bénéficierons des améliorations techniques dans l'animation faciale des sujets comme ce fut le cas pour les personnages de Seven Dwarfs Mine Train, qui a ouvert en 2014 au Magic Kingdom,. Pour l'attraction, Robert Lopez et Kristen Anderson Lopez, les compositeurs revisiterons les paroles et les musiques des chansons originales du film,.

## Synopsis
Les habitants d'Arendelle organisent un festival mettant l'hiver à l'honneur en plein été. La file d'attente traverse la boutique de montagne Wandering Oaken Trading Post. Les visiteurs prennent place à bord de drakkars et voguent à la découverte de différentes scènes animées. Après une première rencontre avec Olaf et Sven, le bateau se dirige vers la Vallée des pierres vivantes. Une des scènes met en vedette le bonhomme de neige Olaf dansant aux côtés d'Anna, Kristoff et du renne Sven. Une des scènes majeures est consacrée à Elsa, qui interprète la chanson « Let It Go » dans son palais de glace. L'attraction présente également Guimauve et les snowgies, des créatures de neige créées par Elsa. Le bateau revient ensuite vers Arendelle où une fête est donnée. On découvre pour terminer Anna et Elsa réunies avant de revenir en gare.